# Theodore Majocchi
Theodore Majocchi var betjänt hos Caroline, prinsessa av Wales, fru till George, prins av Wales. George var arvinge till kung George III av Storbritannien. Efter George III:s död 1820, blev prins George kung av Storbritannien och Hannover, och George IV. Caroline blev drottning, men George försökte skilja sig från henne genom att anklaga frun för otrohet. Majocchi vittnade om äktenskapsbrott. Fastän grunden i vittnesmålet ansågs vara sant, misstänktes han allmänt för mened och karikerade.
Majocchi anställdes av Carolines hovmästare, Bartolomeo Pergami, som betjänt 1815 i Neapel. 1818 hade han lämnat anställningen, och 1819 lämnade han bevis till "Milanokommissionen", som satts upp av vicekanslern John Leach efter instruktioner av prins George för att samla bevis om Carolines äktenskapsbrott. George och Caroline hade inte träffats på flera år, och hade levt skilda sedan 1796 och skilsmässa var på denna tid förbjudet i engelsk lag, såvida inte ena parten kunde bevisa den andres otrohet.
I mitten av 1820 hade George ärvt tronen från sin far, George III, och han kände att han hade tillräckligt med bevis för att få Storbritanniens parlament att godkänna skilsmässa mellan honom och Caroline. Den 5 juli 1820 framfördes ett förslag inför Storbritanniens parlament "to deprive Her Majesty Queen Caroline Amelia Elizabeth of the Title, Prerogatives, Rights, Privileges, and Exemptions of Queen Consort of this Realm; and to dissolve the Marriage between His Majesty and the said Caroline Amelia Elizabeth." Här anklagades Caroline för otrohet med Bartolomeo Pergami, huvudbetjänten i hennes hushåll, och att hon därför förverkat sin rätt att vara drottning. Propositionen var egentligen en offentlig rättegång mot drottningen, där brittiska regeringen kunde anlita vittnen mot Caroline,. Genom omröstningen agerade parlamentsledamöterna både jury och domare.

### Fotnoter
1. ↑  Robins, Jane (2006). Rebel Queen: How the Trial of Caroline Brought England to the Brink of Revolution. Simon & Schuster. ISBN 9780743478267. pp.63–64.
2. ↑  Robins, pp.76–79.
3. ↑  Robins, pp.142–143.